# François-Joseph de La Rochefoucauld-Bayers
Pour les articles homonymes, voir La Rochefoucauld.
Pour les autres membres de la famille, voir Maison de La Rochefoucauld.
Le Bienheureux François-Joseph de La Rochefoucauld-Bayers (Angoulême (paroisse de Saint-Jean), 28 février 1736, – Paris, 2 septembre 1792), est un prélat et homme politique français du XVIIIe siècle. Évêque de Beauvais, il est élu député du clergé aux États généraux de 1789. Ayant refusé de prêter le serment constitutionnel, il est tué en septembre 1792. Il est reconnu par l'Église catholique comme martyr et bienheureux. Il est fété le 2 septembre.

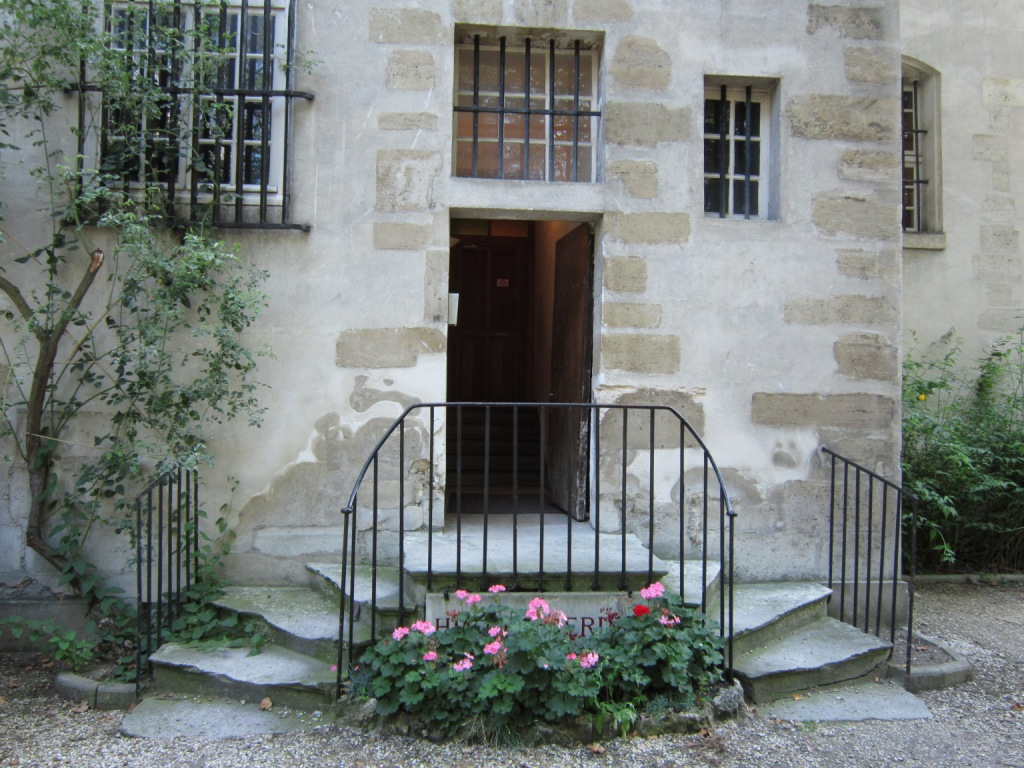
Escalier des martyrs

## Biographie
Issu d'une branche cadette de la maison de La Rochefoucauld, François-Joseph de La Rochefoucauld-Bayers était, lors de la Révolution française, évêque de Beauvais (depuis 1772).

Le 13 mars 1789, il fut élu, par le bailliage de Clermont-en-Beauvaisis, député du clergé aux États généraux. Défenseur des privilèges de son ordre et partisan de l'Ancien Régime, il opina contre le vote par tête et adressa à l'Assemblée la déclaration suivante : 

« Le député de l'ordre du clergé au bailliage de Clermont-en-Beauvoisis, chargé impérativement par ses cahier et instructions de conserver la distinction des trois ordres, et l'opinion par ordre séparée, déclare ne pouvoir prendre aucune part aux délibérations de la présente Assemblée et fait toute protestation et réserve jusqu'à ce qu'il ait de nouveaux pouvoirs de ses commettants. »

— À Versailles, ce 20 juin 1789.
François-Joseph,
Évêque de Beauvais.
Chabot l'ayant dénoncé à l'Assemblée législative comme faisant partie d'un comité anti-révolutionnaire, il se rendit avec son frère Pierre-Louis de La Rochefoucauld-Bayers, évêque de Saintes, chez leur sœur, abbesse de Notre-Dame de Soissons.

Mais ils furent découverts; arrêtés sur la route de Paris, ils furent enfermés à la prison des Carmes, et y périrent dans le massacre des prisons, le 2 septembre 1792. Quand vient son tour de mourir, on ne le trouva pas ; on le chercha fiévreusement : il était étendu dans l'église sur un matelas, la cuisse cassée par une balle. Il a le temps de s'écrier : 

« Je veux bien mourir, mais au moins, aidez-moi. »

Il fut enseveli, avec les autres massacrés, dans une fosse commune du cimetière de Saint-Sulpice à Vaugirard
Il est béatifié (ainsi que son frère) comme martyr en 1926.